# Дело Абдеррезака Бессегира
Дело Абдерреза́ка Бессеги́ра — заговор родственников работника багажного отделения аэропорта Шарль де Голль Абдеррезака Бессегира с целью выдать его за террориста.

## Факты
28 декабря 2002 года, около 6:30 утра, Марсель Ле Ир, бывший солдат Иностранного легиона, после отставки работавший частным детективом, замечает на парковке терминала 2F аэропорта Руасси оружие в багажнике одной из машин. Предупреждённые детективом полицейские задерживают владельца автомобиля, Абдеррезака Бессегира, французского гражданина алжирского происхождения, работавшего в багажном отделении аэропорта на протяжении трёх лет. В машине полиция обнаруживает оружие (Кольт 45 калибра и автомат), взрывчатое вещество (пять упаковок пластиковой взрывчатки югославского производства, два детонатора и фитиль), а также про-палестинскую листовку.

## Расследование
Бессегир был обвинён в подготовке террористического акта. Сам он отрицал свою вину, заявив о заговоре со стороны родственников его недавно умершей жены. Действительно, в июле 2002 года его жена Луиза скончалась от множества полученных ожогов. Бессегир утверждал, что ожоги она получила вследствие несчастного случая, дело достаточно быстро закрывается как самоубийство, но родители Луизы, Фатия и Ахмед Бешири, продолжают утверждать, что Бессегир убил свою жену.
Расследование инцидента в аэропорту достаточно быстро приходит к выводу о невиновности Бессегира. Полицейские устанавливают, что семья Бешири наняла двух частных детективов: одного для того, чтобы тот подбросил оружие в багажник машины Бессегира, а другого, чтобы он сообщил полиции об оружии в машине их зятя. 12 января 2003, Бессегир освобождён и выпущен из тюрьмы Флери-Мерожис, на следующий же день родители его жены заключаются под следствие. Вместе с ещё тремя участниками заговора (дядя жены Бессегира и два частных детектива) обвиняются в клевете, нарушении закона об оружии, боеприпасах и взрывчатых веществах, а также в преступном сговоре. Заговорщики признаются в организации заговора и 16 июня 2004 года им присуждают двадцать месяцев тюрьмы (из которых 14 условно), а также компенсацию ущерба Бессегиру в 15 000 евро. Ещё во время расследования пресса заявляет о связях подозреваемого с исламистскими движениями. Телевизионный канал France 3 осуждён 4 ноября 2005 года исправительным судом Парижа в несправедливом обвинении Бессегира.

## Пресса
- " Soupçonné d’avoir provoqué la mort de sa femme « Article de Julien Constant publié le 31 décembre 2002 dans Le Parisien.
- » Je répétais: vous perdez votre temps « Article de Patricia Tourancheau publié le 13 janvier 2003 dans Libération.
- » Les beaux-parents du bagagiste en garde à vue « Article de Patricia Tourancheau publié le 14 janvier 2003 dans Libération.
- » Un complot encore bien trouble « Article publié le 14 janvier 2003 dans La Dépêche du Midi.
- » Abderazak Besseghir, " terroriste " engendré par notre ère sécuritaire « Article de Sophie Bouniot publié le 14 janvier 2003 dans L’Humanité.
- » Un bagagiste victime d’une machination « Article publié le 17 janvier 2003 dans Aujourd’hui le Maroc.
- » Djilali Diffalah crie son innocence « Article de publié le 17 janvier 2003 dans Le Nouvel Observateur.
- » Le bagagiste de Roissy déféré « Article publié le 8 février 2003 dans Le Parisien.
- » Fatia et Ahmed Bechiri, assoiffés de vengeance « Article publié le 13 février 2003 dans Le Parisien.
- » Patrick Pouchoulin et Marcel Le Hir, deux drôles de justiciers « Article de Frédéric Vézard avec Geoffroy Tomasovitch publié le 13 février 2003 dans Le Parisien.
- » Larmes et bagages « Article de Jacky Durand publié le 23 mai 2003 dans Libération.
- » Le complot contre le bagagiste de Roissy devant les juges « Article de Jacky Durand publié le 20 mai 2004 dans Libération.
- » 10 mois à 1 an ferme requis contre les accusateurs « Article de publié le 21 mai 2004 dans Le Nouvel Observateur.
- » Le bagagiste de Roissy poursuit France 3 en diffamation « Article publié le 4 novembre 2005 dans Le Monde.
- » Le bagagiste de Roissy : un " terroriste " idéal " Article de Joël Carassio publié le 6 août 2011 dans Le Progrès.

## Документальные телефильмы
- " Abderrezak Besseghir, le bagagiste de Roissy " en juin 2008 et novembre 2009 dans Faites entrer l’accusé présenté par Christophe Hondelatte sur France 2.
- " Complot de famille : l’affaire du bagagiste de Roissy " le 20 janvier 2010 dans Enquêtes criminelles : le magazine des faits divers sur W9.
- " Le bagagiste de Roissy " le 26 mai 2003 et le 3 août 2003 dans Secrets d’actualité sur M6.

## Радиопередачи
- " Abderrezak Besseghir, le bagagiste de Roissy " le 4 janvier 2017 dans Hondelatte raconte de Christophe Hondelatte sur Europe 1.